# NGC 7655
NGC 7655 је лентикуларна галаксија у сазвежђу Индијанац која се налази на NGC листи објеката дубоког неба.
Деклинација објекта је - 68° 1' 39" а ректасцензија 23h 26m 45,9s. Привидна величина (магнитуда) објекта NGC 7655 износи 13,2 а фотографска магнитуда 14,2. NGC 7655 је још познат и под ознакама ESO 77-18, AM 2325-680, PGC 71452.